# 漢登
漢登集團控股有限公司（Hang Ten Group Holdings Limited，港交所：0448），是在香港上市的一家公司，经营“Hang Ten”、“H&T”和“Arnold Palmer”等服裝品牌，業務集中在臺灣和韓國，在新加坡、馬來西亞、中國大陸、香港、澳門等地也有業務。
“Hang Ten”品牌于1960年初在美國加利福尼亞州創立，當時為冲浪服裝品牌，其後開始涉足其他休閒服裝；品牌名稱源於英語“Hanging Ten”一詞，意義為雙腳緊貼著衝浪板，代表著衝浪的精神。目前在香港上市的汉登前身為雅佳控股，該公司在2002年被強制清盤，上市地位在2003年由漢登取代。公司現於百慕達註冊，主席為 陳永燊，行政總裁為孔仕傑。
2010年12月19日，利豐宣佈以每股2.7港元，總代價27億從YGM貿易收購漢登集團。收購完成後，漢登集團於03月20日除牌。

## 品牌故事
「HANGING TEN」意指雙腳緊貼住衝浪板，也代表衝浪的精神所在-捉住夢想，勇敢向前！HANG TEN這個源自美國加州的世界性休閒服裝品牌，以濃厚美式自由風格與自然簡約設計路線，做為品牌精神與產品設計的發想概念，深受全球各地崇尚自然生活態度、熱愛運動休閒的消費者們支持與喜愛。HANG TEN年輕、自由又充滿活力的加州風格及原創精神，是全球各地消費者長期喜愛HANG TEN商品的原因。而熱愛HANG TEN品牌的消費者，也同樣擁有認真經營生活、強烈個人風格、活力十足、獨特流行品味等個人特色，這群人涵蓋在6~45歲年齡間，與HANG TEN致力成為「適合每一個人的品牌」之理想目標相互呼應。

## 品牌歷史
1959年在美國加州衝浪運動蔚為風氣，但讓喜愛衝浪的年輕人最困擾的事，就是沒有適合衝浪穿著的褲子，當時也沒有服裝品牌針對衝浪設計出輕巧方便、適合炎熱天氣的專用褲。衝浪愛好者Duke Boyd深受其擾並希望徹底解決這個問題，他找到了一個裁縫師Doris Boeck，依照Duke的構想創造出第一條衝浪運動穿著的短褲，不僅在衝浪圈中大受歡迎，也迅速在加州打響了名號。                                                                                                                                            Duke與Doris便開始合作進行衝浪相關服飾的設計與銷售，Duke以高爾夫球的最高境界「HOLE IN ONE-一桿進洞」做為發想，「HANGING TEN」-意指雙腳緊貼住衝浪板表衝浪的精神所在，開始使用雙腳做為品牌商標，並將商標名訂為HANG TEN。當晚Doris用手工繡了一雙金色的腳丫子在褲子上，此後HANG TEN以這個LOGO為消費大眾週知，這個LOGO不僅代表著一個美國海灘及衝浪專用品牌的誕生，也是消費者心中對HANG TEN商品認知的開端。

## 脚注
1. ↑  門市資訊 （页面存档备份，存于）.HANG TEN
2. ↑   (PDF). 香港交易所網站. 2010年12月1日  [2010年12月23日].
3. ↑  . 漢登臺灣官方網站.   [2010年12月23日]. （原始内容存档于2011年8月20日）.
4. ↑  . 香港蘋果日報. 2011年12月17日  [2011年12月18日].
5. ↑  . 新浪财经. 2011年12月20日  [2012年4月3日]. （原始内容存档于2019年5月20日）.

## 外部連結
- Hang Ten （页面存档备份，存于）
- Hang Ten 台灣官方網站 （页面存档备份，存于）
  - HangTenTaiwan的Facebook專頁
- Hang Ten 韓國官方網站 （页面存档备份，存于）